# Miguel Antonio Pérez
Miguel Antonio Pérez Jiménez (Cartagena de Indias, 22 settembre 1992) è un calciatore colombiano, attaccante del Kalkara.

## Carriera
Ha giocato nella massima serie dei campionati colombiano, ecuadoriano e maltese.